# Elezioni comunali in Calabria del 2017
Le elezioni comunali in Calabria del 2017 si sono tenute l'11 giugno (con ballottaggio il 25 giugno).

## Provincia di Catanzaro

### Catanzaro
| Candidati                             | Candidati                | II turno             | II turno             | I turno | I turno | Liste               | Voti   | %     | Seggi |
| Candidati                             | Candidati                | Voti                 | %                    | Voti    | %       | Liste               | Voti   | %     | Seggi |
| ------------------------------------- | ------------------------ | -------------------- | -------------------- | ------- | ------- | ------------------- | ------ | ----- | ----- |
|                                       | Sergio Abramo ✔️ Sindaco | 21 963               | 64,39                | 21 055  | 39,73   | Forza Italia        | 5 254  | 10,13 | 6     |
| Alleanza Popolare-Catanzaro da Vivere | Sergio Abramo ✔️ Sindaco | 21 963               | 64,39                | 21 055  | 39,73   | 4 724               | 9,11   | 5     |       |
| Catanzaro con Sergio Abramo           | Sergio Abramo ✔️ Sindaco | 21 963               | 64,39                | 21 055  | 39,73   | 3 358               | 6,47   | 3     |       |
| Federazione Popolare                  | Sergio Abramo ✔️ Sindaco | 21 963               | 64,39                | 21 055  | 39,73   | 2 551               | 4,92   | 2     |       |
| Officine del Sud                      | Sergio Abramo ✔️ Sindaco | 21 963               | 64,39                | 21 055  | 39,73   | 2 338               | 4,51   | 2     |       |
| Obiettivo Comune                      | Sergio Abramo ✔️ Sindaco | 21 963               | 64,39                | 21 055  | 39,73   | 1 935               | 3,73   | 2     |       |
|                                       | Vincenzo Antonio Ciconte | 12 148               | 35,61                | 16 453  | 31,04   | #Fare per Catanzaro | 4 894  | 9,43  | 3     |
| Svolta Democratica                    | Vincenzo Antonio Ciconte | 12 148               | 35,61                | 16 453  | 31,04   | 4 055               | 7,82   | 2     |       |
| Partito Democratico                   | Vincenzo Antonio Ciconte | 12 148               | 35,61                | 16 453  | 31,04   | 2 667               | 5,14   | 1     |       |
| Unione di Centro                      | Vincenzo Antonio Ciconte | 12 148               | 35,61                | 16 453  | 31,04   | 2 570               | 4,95   | 1     |       |
| Catanzaro #InRete                     | Vincenzo Antonio Ciconte | 12 148               | 35,61                | 16 453  | 31,04   | 2 507               | 4,83   | 1     |       |
| Socialisti & Democratici              | Vincenzo Antonio Ciconte | 12 148               | 35,61                | 16 453  | 31,04   | 2 060               | 3,97   | 1     |       |
| Alleanza Civica                       | Vincenzo Antonio Ciconte | 12 148               | 35,61                | 16 453  | 31,04   | 1 513               | 2,92   | –     |       |
| Partito Socialista Italiano           | Vincenzo Antonio Ciconte | 12 148               | 35,61                | 16 453  | 31,04   | 1 087               | 2,10   | –     |       |
| Italia dei Valori-Lista Civica        | Vincenzo Antonio Ciconte | 12 148               | 35,61                | 16 453  | 31,04   | 914                 | 1,76   | –     |       |
| Salviamo Catanzaro                    | Vincenzo Antonio Ciconte | 12 148               | 35,61                | 16 453  | 31,04   | 638                 | 1,23   | –     |       |
| Pensionati d'Europa                   | Vincenzo Antonio Ciconte | 12 148               | 35,61                | 16 453  | 31,04   | 289                 | 0,56   | –     |       |
| Seggio di coalizione                  | Seggio di coalizione     | Seggio di coalizione | 35,61                | 16 453  | 31,04   | 1                   |        |       |       |
|                                       | Nicola Fiorita           | Nicola Fiorita       | Nicola Fiorita       | 12 311  | 23,23   | Cambiamento         | 3 454  | 6,66  | 1     |
| Insieme per Fiorita                   | Nicola Fiorita           | Nicola Fiorita       | Nicola Fiorita       | 12 311  | 23,23   | 1 775               | 3,42   | –     |       |
| Catanzaro 1594                        | Nicola Fiorita           | Nicola Fiorita       | Nicola Fiorita       | 12 311  | 23,23   | 1 407               | 2,71   | –     |       |
| Seggio di coalizione                  | Seggio di coalizione     | Seggio di coalizione | Nicola Fiorita       | 12 311  | 23,23   | 1                   |        |       |       |
|                                       | Bianca Laura Granato     | Bianca Laura Granato | Bianca Laura Granato | 3 181   | 6,00    | Movimento 5 Stelle  | 1 890  | 3,64  | –     |
| Totale                                | Totale                   | 34 111               | 100                  | 53 000  | 100     |                     | 51 880 | 100   | 32    |
|                                       |                          |                      |                      |         |         |                     |        |       |       |
| Fonte: Ministero dell'interno         |                          |                      |                      |         |         |                     |        |       |       |

## Provincia di Cosenza

### Acri
| Candidati                     | Candidati               | II turno              | II turno              | I turno | I turno | Liste                       | Voti   | %     | Seggi |
| Candidati                     | Candidati               | Voti                  | %                     | Voti    | %       | Liste                       | Voti   | %     | Seggi |
| ----------------------------- | ----------------------- | --------------------- | --------------------- | ------- | ------- | --------------------------- | ------ | ----- | ----- |
|                               | Pino Capalbo ✔️ Sindaco | 5 263                 | 59,74                 | 6 063   | 49,30   | Partito Democratico         | 2 406  | 20,07 | 4     |
| Acri in Comune                | Pino Capalbo ✔️ Sindaco | 5 263                 | 59,74                 | 6 063   | 49,30   | 1 597                       | 13,32  | 2     |       |
| Movimento Acri Democratico    | Pino Capalbo ✔️ Sindaco | 5 263                 | 59,74                 | 6 063   | 49,30   | 832                         | 6,94   | 1     |       |
| Liberamente                   | Pino Capalbo ✔️ Sindaco | 5 263                 | 59,74                 | 6 063   | 49,30   | 798                         | 6,66   | 1     |       |
| Sinistra Italiana             | Pino Capalbo ✔️ Sindaco | 5 263                 | 59,74                 | 6 063   | 49,30   | 742                         | 6,19   | 1     |       |
| Nuovi Orizzonti per Acri      | Pino Capalbo ✔️ Sindaco | 5 263                 | 59,74                 | 6 063   | 49,30   | 700                         | 5,84   | 1     |       |
| Uniti per la Mucone           | Pino Capalbo ✔️ Sindaco | 5 263                 | 59,74                 | 6 063   | 49,30   | 386                         | 3,22   | –     |       |
|                               | Anna Vigliaturo         | 3 547                 | 40,26                 | 2 555   | 20,78   | Centristi per Acri          | 1 013  | 8,45  | 1     |
| Con Anna Vigliaturo Sindaco   | Anna Vigliaturo         | 3 547                 | 40,26                 | 2 555   | 20,78   | 774                         | 6,46   | 1     |       |
| Unione di Centro              | Anna Vigliaturo         | 3 547                 | 40,26                 | 2 555   | 20,78   | 484                         | 4,04   | –     |       |
| Seggio di coalizione          | Seggio di coalizione    | Seggio di coalizione  | 40,26                 | 2 555   | 20,78   | 1                           |        |       |       |
|                               | Mario Antonio Bonacci   | Mario Antonio Bonacci | Mario Antonio Bonacci | 2 105   | 17,12   | Democratici per la Legalità | 532    | 4,44  | –     |
| Noi per Acri                  | Mario Antonio Bonacci   | Mario Antonio Bonacci | Mario Antonio Bonacci | 2 105   | 17,12   | 253                         | 2,11   | –     |       |
| Seggio di coalizione          | Seggio di coalizione    | Seggio di coalizione  | Mario Antonio Bonacci | 2 105   | 17,12   | 1                           |        |       |       |
|                               | Maurizio Feraudo        | Maurizio Feraudo      | Maurizio Feraudo      | 1 575   | 12,81   | Cittadini in Movimento      | 573    | 4,78  | 1     |
| Progetto Europa               | Maurizio Feraudo        | Maurizio Feraudo      | Maurizio Feraudo      | 1 575   | 12,81   | 472                         | 3,94   | –     |       |
| Cattolici Progressisti        | Maurizio Feraudo        | Maurizio Feraudo      | Maurizio Feraudo      | 1 575   | 12,81   | 424                         | 3,54   | –     |       |
| Seggio di coalizione          | Seggio di coalizione    | Seggio di coalizione  | Maurizio Feraudo      | 1 575   | 12,81   | 1                           |        |       |       |
| Totale                        | Totale                  | 8 810                 | 100                   | 12 298  | 100     |                             | 11 986 | 100   | 16    |
|                               |                         |                       |                       |         |         |                             |        |       |       |
| Fonte: Ministero dell'interno |                         |                       |                       |         |         |                             |        |       |       |

### Paola
| Candidati                     | Candidati                   | II turno                 | II turno                 | I turno | I turno | Liste                | Voti  | %     | Seggi |
| Candidati                     | Candidati                   | Voti                     | %                        | Voti    | %       | Liste                | Voti  | %     | Seggi |
| ----------------------------- | --------------------------- | ------------------------ | ------------------------ | ------- | ------- | -------------------- | ----- | ----- | ----- |
|                               | Roberto Perrotta ✔️ Sindaco | 4 640                    | 52,64                    | 4 074   | 39,72   | Partito Democratico  | 1 217 | 12,24 | 3     |
| Partito Socialista Italiano   | Roberto Perrotta ✔️ Sindaco | 4 640                    | 52,64                    | 4 074   | 39,72   | 1 190                | 11,97 | 3     |       |
| Un'Idea per la Città          | Roberto Perrotta ✔️ Sindaco | 4 640                    | 52,64                    | 4 074   | 39,72   | 538                  | 5,41  | 1     |       |
| Centro Democratico            | Roberto Perrotta ✔️ Sindaco | 4 640                    | 52,64                    | 4 074   | 39,72   | 455                  | 4,58  | 1     |       |
| Liberamente per Paola         | Roberto Perrotta ✔️ Sindaco | 4 640                    | 52,64                    | 4 074   | 39,72   | 434                  | 4,37  | 1     |       |
| Italia del Meridione          | Roberto Perrotta ✔️ Sindaco | 4 640                    | 52,64                    | 4 074   | 39,72   | 407                  | 4,09  | 1     |       |
|                               | Basilio Ferrari             | 4 174                    | 47,36                    | 2 955   | 28,81   | Moderati per Paola   | 1 440 | 14,49 | 1     |
| Grande Paola                  | Basilio Ferrari             | 4 174                    | 47,36                    | 2 955   | 28,81   | 789                  | 7,94  | 1     |       |
| Partito Repubblicano Italiano | Basilio Ferrari             | 4 174                    | 47,36                    | 2 955   | 28,81   | 716                  | 7,20  | –     |       |
| Comunità Paolana con Ferrari  | Basilio Ferrari             | 4 174                    | 47,36                    | 2 955   | 28,81   | 121                  | 1,22  | –     |       |
| Seggio di coalizione          | Seggio di coalizione        | Seggio di coalizione     | 47,36                    | 2 955   | 28,81   | 1                    |       |       |       |
|                               | Francesco Giuseppe Falbo    | Francesco Giuseppe Falbo | Francesco Giuseppe Falbo | 1 821   | 17,75   | Azione Democratica   | 590   | 5,94  | 1     |
| I Riformatori                 | Francesco Giuseppe Falbo    | Francesco Giuseppe Falbo | Francesco Giuseppe Falbo | 1 821   | 17,75   | 481                  | 4,84  | –     |       |
| Prospettiva Comune            | Francesco Giuseppe Falbo    | Francesco Giuseppe Falbo | Francesco Giuseppe Falbo | 1 821   | 17,75   | 332                  | 3,34  | –     |       |
| Paola che Vorrei              | Francesco Giuseppe Falbo    | Francesco Giuseppe Falbo | Francesco Giuseppe Falbo | 1 821   | 17,75   | 163                  | 1,64  | –     |       |
| Seggio di coalizione          | Seggio di coalizione        | Seggio di coalizione     | Francesco Giuseppe Falbo | 1 821   | 17,75   | 1                    |       |       |       |
|                               | Vincenzo Limardi            | Vincenzo Limardi         | Vincenzo Limardi         | 983     | 9,58    | Rete dei Beni Comuni | 494   | 4,97  | –     |
| Cambia Paola                  | Vincenzo Limardi            | Vincenzo Limardi         | Vincenzo Limardi         | 983     | 9,58    | 273                  | 2,75  | –     |       |
| Seggio di coalizione          | Seggio di coalizione        | Seggio di coalizione     | Vincenzo Limardi         | 983     | 9,58    | 1                    |       |       |       |
|                               | Carmelo Meo                 | Carmelo Meo              | Carmelo Meo              | 424     | 4,13    | Movimento 5 Stelle   | 299   | 3,01  | –     |
| Totale                        | Totale                      | 8 814                    | 100                      | 10 257  | 100     |                      | 9 939 | 100   | 16    |
|                               |                             |                          |                          |         |         |                      |       |       |       |
| Fonte: Ministero dell'interno |                             |                          |                          |         |         |                      |       |       |       |

## Provincia di Reggio Calabria

### Palmi
| Candidati                     | Candidati                    | II turno                 | II turno                 | I turno | I turno | Liste               | Voti   | %     | Seggi |
| Candidati                     | Candidati                    | Voti                     | %                        | Voti    | %       | Liste               | Voti   | %     | Seggi |
| ----------------------------- | ---------------------------- | ------------------------ | ------------------------ | ------- | ------- | ------------------- | ------ | ----- | ----- |
|                               | Giuseppe Ranuccio ✔️ Sindaco | 4 882                    | 61,76                    | 3 639   | 34,34   | Ranuccio Sindaco    | 1 758  | 17,33 | 5     |
| Cambiamenti                   | Giuseppe Ranuccio ✔️ Sindaco | 4 882                    | 61,76                    | 3 639   | 34,34   | 1 076               | 10,61  | 3     |       |
| Obiettivo Comune              | Giuseppe Ranuccio ✔️ Sindaco | 4 882                    | 61,76                    | 3 639   | 34,34   | 631                 | 6,22   | 2     |       |
|                               | Francesco Trentinella        | 3 023                    | 38,24                    | 1 680   | 15,85   | Trentinella Sindaco | 736    | 7,25  | –     |
| Palmi C'è                     | Francesco Trentinella        | 3 023                    | 38,24                    | 1 680   | 15,85   | 617                 | 6,08   | –     |       |
| Seggio di coalizione          | Seggio di coalizione         | Seggio di coalizione     | 38,24                    | 1 680   | 15,85   | 1                   |        |       |       |
|                               | Giuseppe Ippolito Armino     | Giuseppe Ippolito Armino | Giuseppe Ippolito Armino | 1 665   | 15,71   | CircoloArmino       | 1 070  | 10,55 | –     |
| Seggio di coalizione          | Seggio di coalizione         | Seggio di coalizione     | Giuseppe Ippolito Armino | 1 665   | 15,71   | 1                   |        |       |       |
|                               | Domenica Maria Di Certo      | Domenica Maria Di Certo  | Domenica Maria Di Certo  | 1 664   | 15,70   | Un'Altra Storia     | 975    | 9,61  | 1     |
| Partecipazione Popolare       | Domenica Maria Di Certo      | Domenica Maria Di Certo  | Domenica Maria Di Certo  | 1 664   | 15,70   | 792                 | 7,81   | –     |       |
| Insieme Possiamo              | Domenica Maria Di Certo      | Domenica Maria Di Certo  | Domenica Maria Di Certo  | 1 664   | 15,70   | 181                 | 1,78   | –     |       |
| Seggio di coalizione          | Seggio di coalizione         | Seggio di coalizione     | Domenica Maria Di Certo  | 1 664   | 15,70   | 1                   |        |       |       |
|                               | Silvana Misale               | Silvana Misale           | Silvana Misale           | 1 436   | 13,55   | Palmi Popolare      | 960    | 9,46  | 1     |
| Alleanza per Palmi            | Silvana Misale               | Silvana Misale           | Silvana Misale           | 1 436   | 13,55   | 627                 | 6,18   | –     |       |
| Silvana Misale Sindaco        | Silvana Misale               | Silvana Misale           | Silvana Misale           | 1 436   | 13,55   | 366                 | 3,61   | –     |       |
| Seggio di coalizione          | Seggio di coalizione         | Seggio di coalizione     | Silvana Misale           | 1 436   | 13,55   | 1                   |        |       |       |
|                               | Aldo Trimboli                | Aldo Trimboli            | Aldo Trimboli            | 514     | 4,85    | Spazio Libero       | 357    | 3,52  | –     |
| Totale                        | Totale                       | 7 905                    | 100                      | 10 598  | 100     |                     | 10 146 | 100   | 16    |
|                               |                              |                          |                          |         |         |                     |        |       |       |
| Fonte: Ministero dell'interno |                              |                          |                          |         |         |                     |        |       |       |